# Evangelische Kirche Hillentrup

Evangelische Kirche in Hillentrup

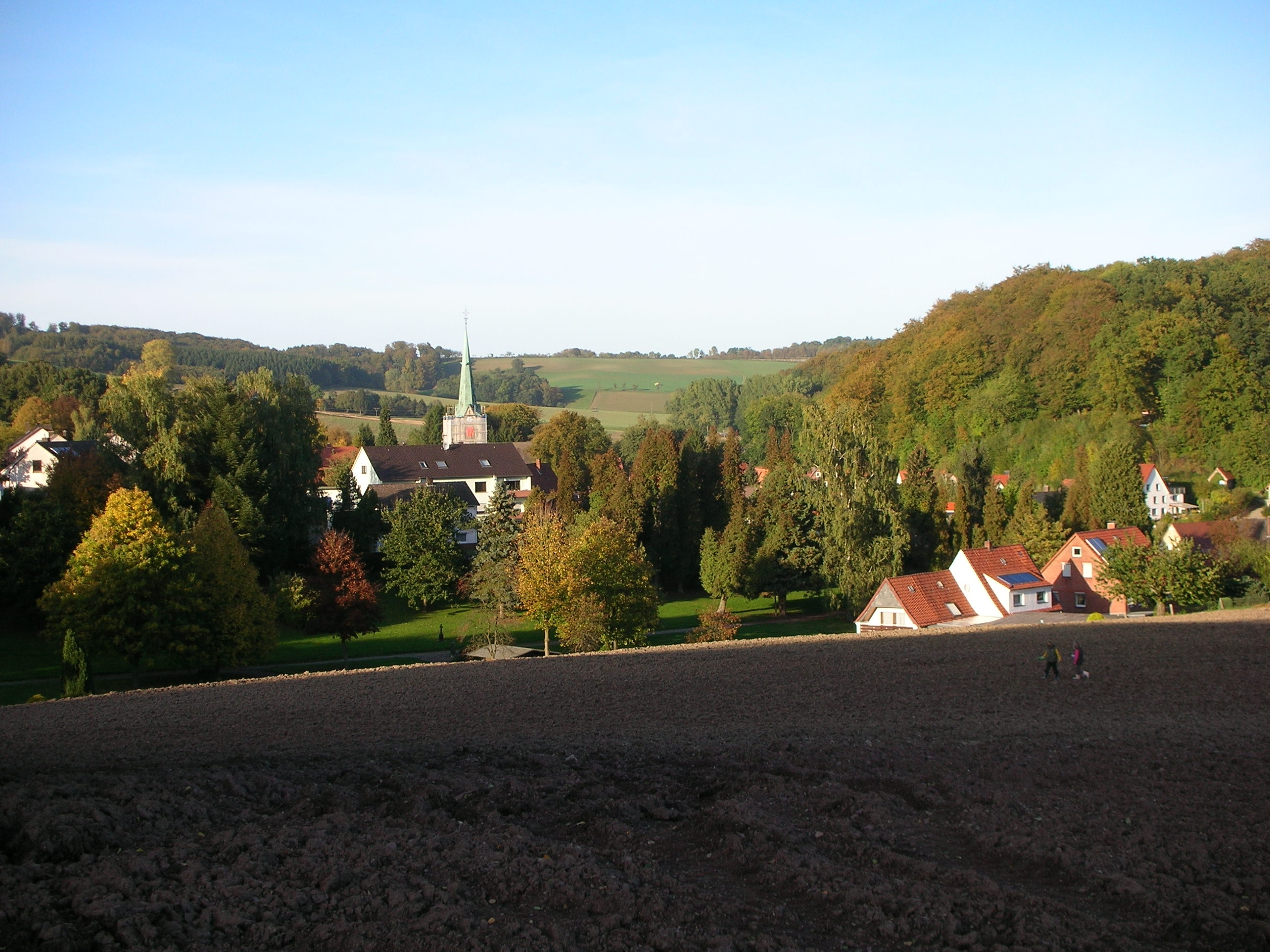
Ortsansicht mit der evangelischen Kirche

Die evangelische Kirche ist ein denkmalgeschütztes Kirchengebäude in der Homeiener Str. 3 in Hillentrup, einem Ortsteil der Gemeinde Dörentrup im Kreis Lippe (Nordrhein-Westfalen).

## Geschichte und Architektur

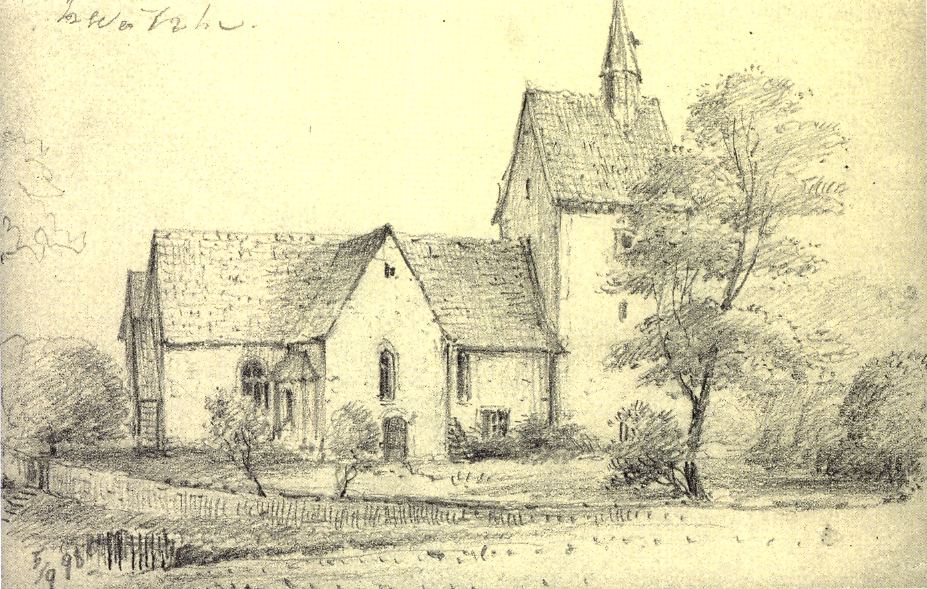
Zeichnung der 1899 abgebrochenen Vorgängerkirche

Erstmals urkundlich erwähnt wurde ein schlichter verputzter Bruchsteinbau mit frühgotischen Elementen um 1260. Um 1300 wurde Ludolf als erster Priester bezeugt. Die Kirche wurde 1424 durch Brand und Plünderung zerstört. Im Bauschutt fand sich ein Hostienbehälter mit den unversehrten Hostien. Dies wurde als Wunder dargestellt und so wurde Hillentrup Wallfahrtsort. Das Gebäude wurde 1431 renoviert. Der erste protestantische Pfarrer, ein Johann Cothmann wirkte von 1524 bis 1566. Johann-Markus Oestreich baute 1802 eine neue Orgel ein. Die alte Kirche, von der eine Zeichnung erhalten ist, wurde 1899 abgebrochen.
Die derzeitige asymmetrisch gruppierte neugotische Saalkirche wurde von 1899 bis 1900 von einem Baurat Böhmer errichtet. Die Apsis steht auf einem polygonalen Grundriss, der Emporenannex ist zweijochig ausgeführt. Der Turm steht auf der Nordseite. Der Bau aus hammerrechtem Bruchstein ist durch Werksteinkanten gegliedert. Die Apsis ist rippengewölbt und in den Saal wurde eine ansteigende Flachdecke eingezogen. Die Kirche wurde 1924 mit zwei neuen Glocken ausgestattet. Ein Umbau wurde 1971 vorgenommen, ein neues Orgelwerk wurde 1975 installiert. Der Kirchturm wurde 2009 saniert.

## Ausstattung
- Die Glasmalereien wurden in der Bauzeit angefertigt.
- Der achteckige gotische Taufstein wurde später ergänzt.
- Das spätgotische Sakramentshäuschen wurde 1899 stark überarbeitet.
- Die Glocke wurde 1507 von Arent Grovnick gegossen.